# Národní park Iguaçu
Iguaçu je brazilský národní park. Nachází v jižní části země, ve státě Paraná. Znám je především díky stejnojmenným vodopádům Iguaçu (o průtoku okolo 1000 m³/s, částečně leží už v Argentině) a vzácným druhům divoké zvěře (zejména výskytu ohrožených druhům ptactva). Panuje zde subtropické klima, teploty v letním období mohou dosahovat až 40 °C, zatímco v červenci pouze 14 °C. Nejvhodnější období pro návštěvu parku je srpen až listopad.
Park byl vyhlášen roku 1939, v roce 1986 byl pak zařazen na seznam světového dědictví UNESCO, mezi lety 1996–2001 byl veden i na seznamu světového dědictví v ohrožení. Rozloha parku Iguaçu je 1 700 km². Stejně jako Brazílie i Argentina zřídila na svém území okolo vodopádů národní park – Parque Nacional Iguazú. Ten má rozlohu 550 km² a je též zapsán na seznamu světového dědictví UNESCO. Okolo vodopádu je tedy chráněné území o souhrnné rozloze 2 250 km² na obou březích řeky.

## Galerie
- Videozáznam vodopádů

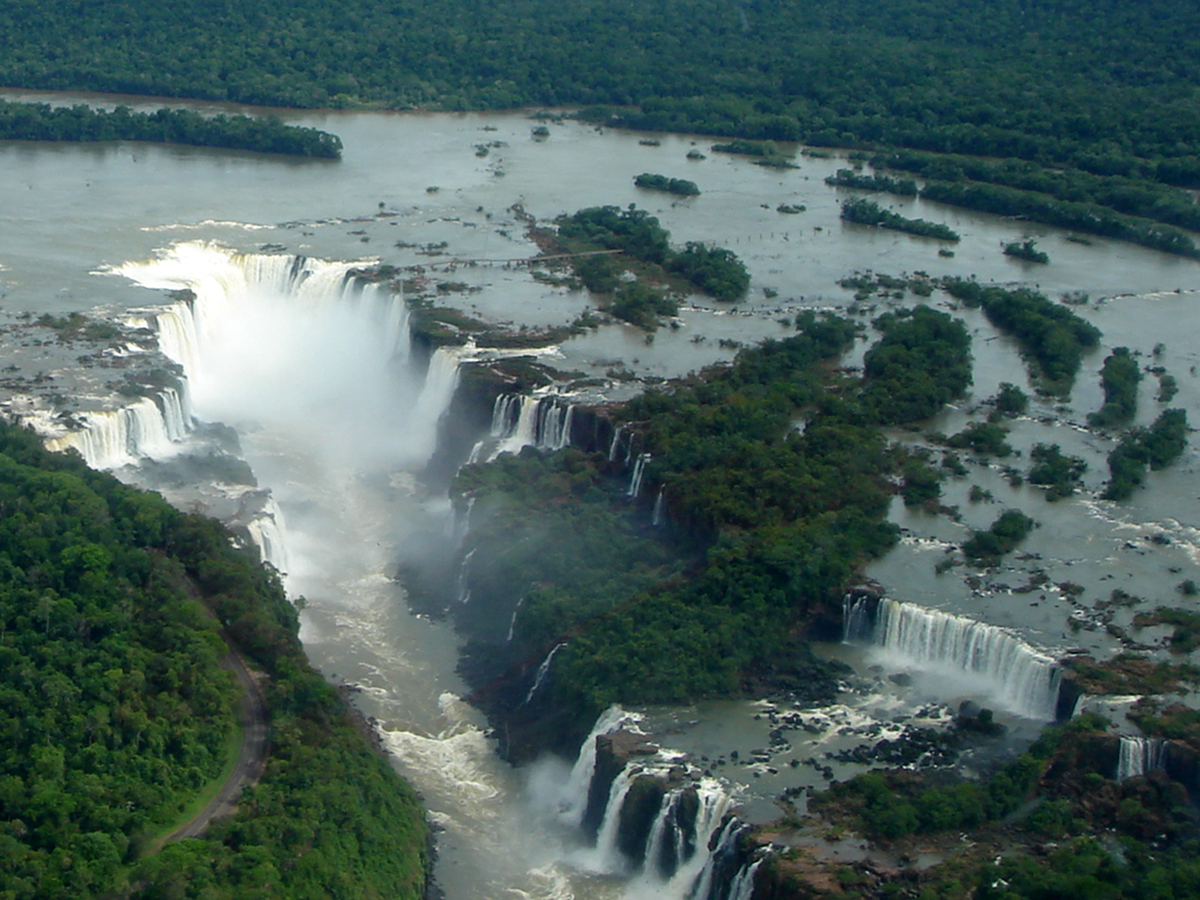
Letecký snímek vodopádů
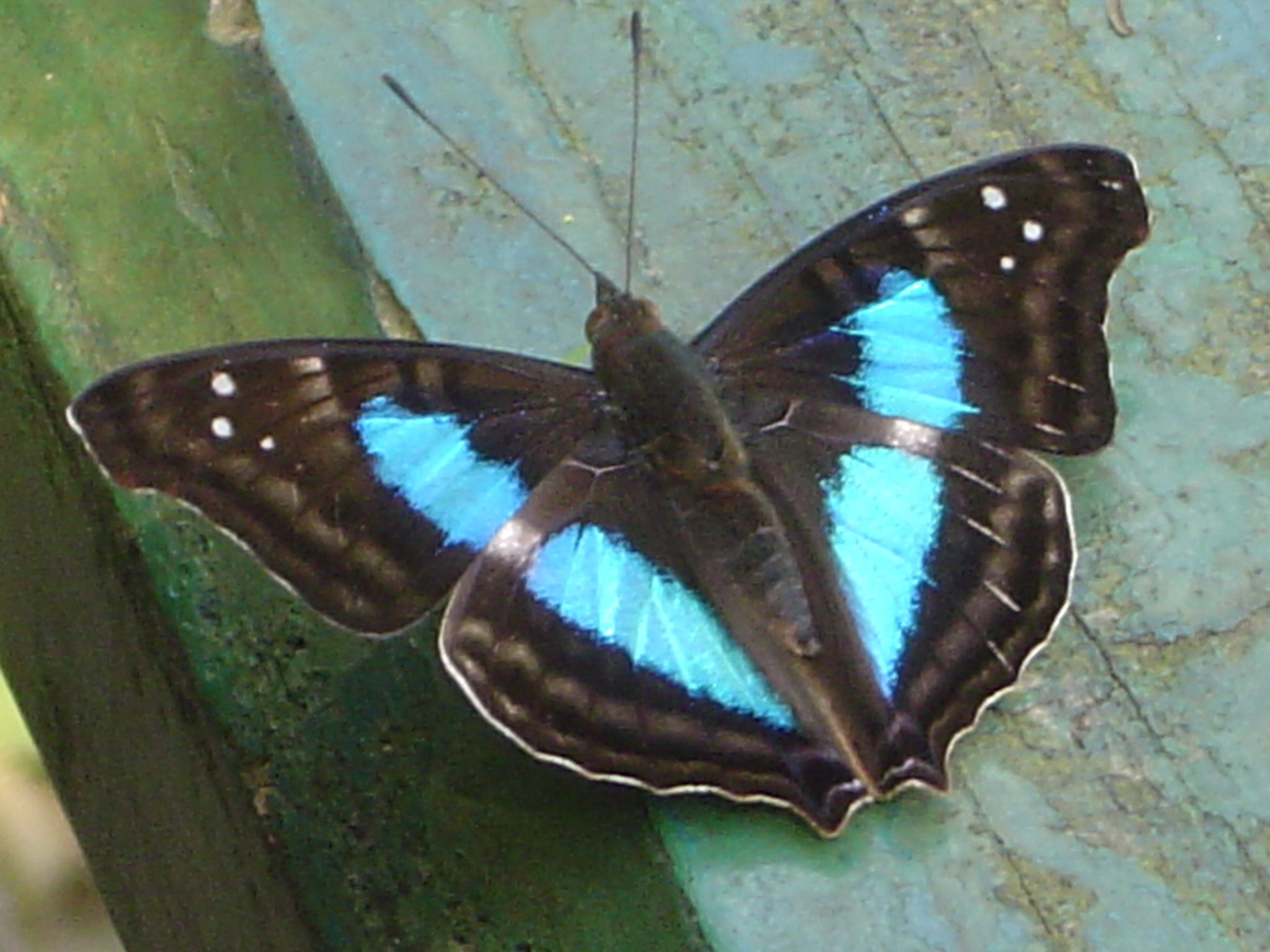
Motýl v parku Iguacu
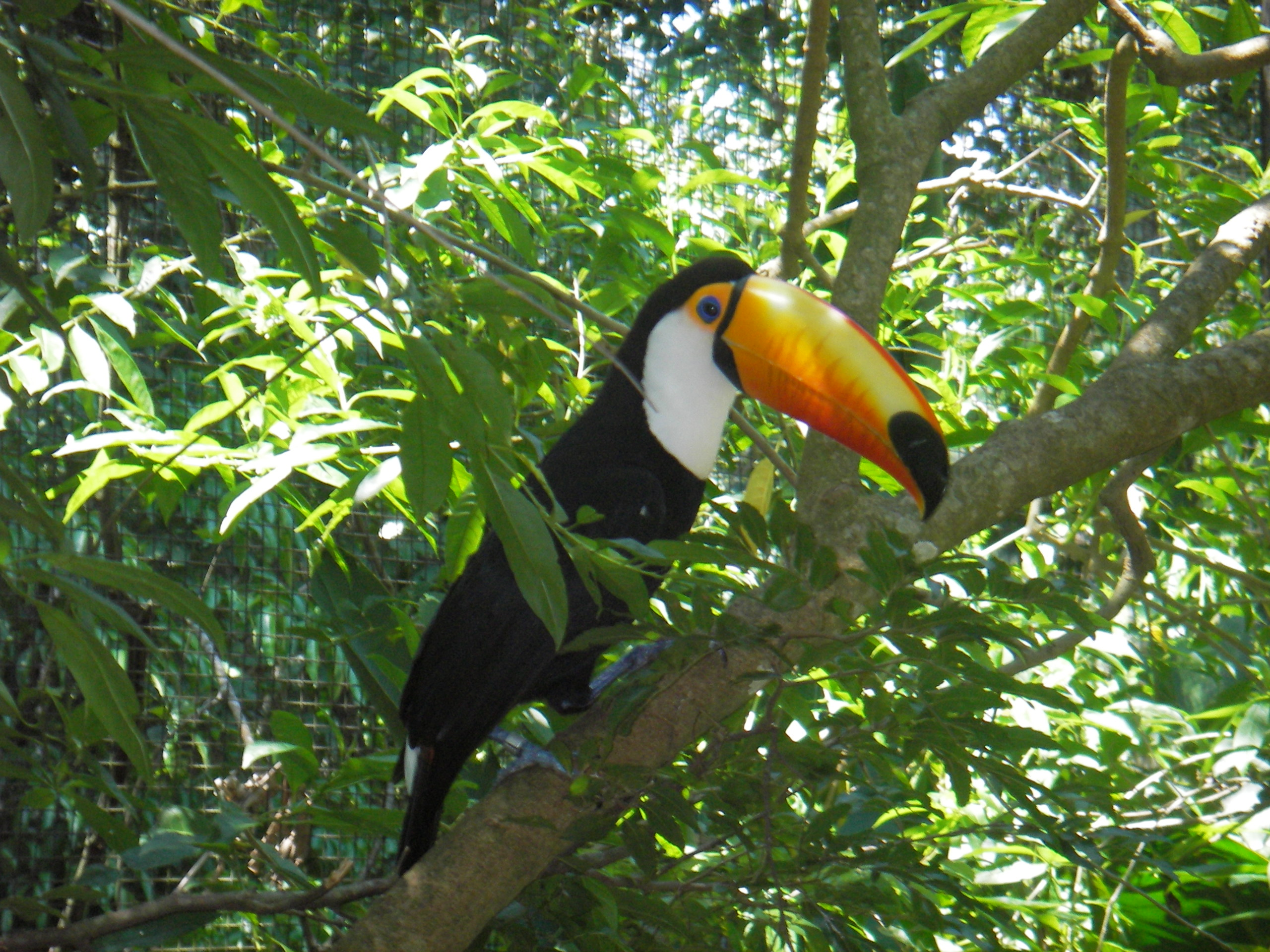
Tukan v parku Iguacu